# Adelantamiento de Cazorla
Se conoce como Adelantamiento de Cazorla a un señorío que Fernando III de Castilla concedió al arzobispado de Toledo, en 1231.
En el aspecto geográfico conviene advertir que, si bien el concepto del Adelantamiento entraña una unidad geográfico-político-histórica, no se trata de una región natural, sino esencialmente de una marca política -histórica, cuyos límites y extensión no fueron siempre los mismos consecuencia lógica de estar situados en una frontera inestable.  Las tierras y villas que lo formaban estaban localizadas en la zona del Alto Guadalquivir en la parte oriental de la actual provincia de Jaén.
En lo político-administrativo, el Adelantamiento de Cazorla, gobernado por un Adelantado en nombre y representación del arzobispo de Toledo, fue una entidad particularísima de régimen comarcal, con unas estructuras jurídico- administrativas  y sociales determinadas, no solo por su situación fronteriza, sino por su dependencia del señorío arzobispal de Toledo.
El origen de la concesión se sitúa en la insuficiencia de medios, materiales y personales, de los que el rey disponía para hacer frente a sus dos ejes de invasión: El valle del Guadalquivir, y la cuenca del Guadiana Menor, hacia Almería. La cesión tenía como objetivo implicar al arzobispado en la conquista del Reino de Granada y, a partir de 1230 el arzobispo Rodrigo Jiménez de Rada impulsó la toma de un gran número de castillos y la creación de una verdadera marca militar, a cuyo frente estaba un adelantado, representante suyo, con plenos poderes civiles y militares.

## Ámbito geográfico
Ocupaba unos 1900 km² del Reino de Jaén, en la cabecera de la falla del Guadalquivir. Sus límites eran:
- En el norte, las comarcas de Chiclana y Beas de Segura.
- En el este, las cumbres de la Sierra de Castril y los territorios de la Orden de Santiago.
- En el sur, el Guadiana Menor.
- En el oeste, la Loma de Úbeda y la sierra de Cabra del Santo Cristo.

En el Adelantamiento había seis poblaciones principales, que servían de centro y apoyo a un buen número de fortalezas, atalayas o torres ópticas y castillos rurales. Estas villas eran: Cazorla, La Iruela, Villacarrillo, Iznatoraf, Villanueva del Arzobispo y Sorihuela del Guadalimar. 
En una primera época, también se incluyó la ciudad de Quesada, que fue un tiempo su capital, aunque más tarde se transfirió al concejo de Úbeda.

## Historia
Eslava Galán divide la historia del Adelantamiento en tres etapas:
- 1231-1495, que es la época de formación y esplendor del Adelantamiento.
- 1496-1618, que marca la decadencia del sistema de Adelantamientos y, a la vez, la creciente autonomía del adelantado respecto del propio arzobispo de Toledo.
- 1619-1812, en que la estructura civil del adelantamiento se mantiene funcionando sin que ya exista un adelantado militar al frente de ella. La Guerra de la Independencia Española, pone fin a su existencia.

La base del futuro adelantamiento se establece con el otorgamiento por parte de Fernando III al entonces arzobispo Rodrigo Jiménez de Rada, experto guerrero, de la villa de Quesada y sus territorios. El primer objetivo tras la donación real, era la conquista de Baza, en terreno del Reino de Granada, y que le había sido prometida al arzobispo por el rey Fernando, para lo que Jiménez de Rada consiguió dos bulas papales de Cruzada, para quienes colaboraran en la empresa. Sin embargo, a raíz del Pacto de Jaén (1246), que estableció las fronteras entre ambos reinos, la conquista de Baza quedó prácticamente vedada —ya no se conquistaría hasta 1489—, por lo que el arzobispado negoció la cesión por el rey de las plazas de Iznatoraf y Uceda, en 1252. La línea fronteriza se estableció al sur de Quesada, siendo los castillos de Tíscar y Huesa la vanguardia nazarí. El arzobispo intentó incorporar al Adelantamiento castillos de La Loma de Úbeda y Sierra Mágina —Sabiote, Garcíez, Jódar, etc.— pero el obispado de Baeza se opuso tenazmente. No lo consiguió, pero sí obtuvo la donación de Quesada y Toya.
En 1275, ante el evidente fracaso del adelantamiento en su conquista del valle del Guadiana Menor, el rey Alfonso X concedió los derechos sobre la conquista de los castillos de la frontera sur —Tíscar, Huesa y Belerda—, que amenazaban continuamente Quesada, llegando a tomarla en 1295 y 1302. Estos episodios impulsaron al rey Alfonso XI, en 1331, a quitar dicha villa al adelantamiento y entregársela a la ciudad de Úbeda, junto con los castillos de Toya, Peal de Becerro y algunos otros. La capitalidad del adelantamiento pasó entonces a la ciudad de Cazorla. La disputa entre Úbeda y Toledo por los lindes entre ambas villas, no se resolvió hasta 1384.
Finalmente, las tropas de Úbeda lograron completar la conquista del valle del Guadiana, y las citadas fortalezas fronterizas nazaríes, hacia la mitad del siglo xiv. A partir de este momento, el adelantamiento dejó de ser fronterizo y comenzó su decadencia. No obstante, las guarniciones de las villas toledanas, todavía en 1546, sumaban más de 4000 soldados y 1000 caballeros.

## Adelantados de Cazorla
- García de Villarroel.
- Pedro Ruiz de Torres.

### Citas
1. ↑  Carriazo, J. de M. (1971). En la Frontera de Granada. Facultad de Filosofia y Letras, Sevilla.
2. ↑  Rivera Recio, 1948, p. 17.
3. ↑  Eslava Galán, 1999, p. 318.
4. ↑  Eslava Galán, 1999, p. 136.
5. ↑  González González, 1980, p. 355.